# Keanu Pinder
Keanu Pinder (Derby, Australia, 28 de mayo de 1995) es un jugador de baloncesto australiano. Mide 2,11 metros de altura y juega en la posición de ala-pívot y su actual equipo son los Shanxi Loongs de la CBA china.

## Trayectoria deportiva
Pinder nació en Derby, Australia Occidental, de una madre australiana de raíces aborígenes y un padre bahameño. Creció en Perth, donde su padre, Kendal Pinder, jugó profesionalmente para los Perth Wildcats. Se formó en el Chisholm Catholic College en Perth antes de ingresar en la Sunrise Christian Academy en Wichita, Kansas.
En 2013 y en 2015 actuó brevemente en la State Basketball League, una liga semi-profesional de su país. Fue miembro de los Lakeside Lightning en 2013 y de los East Perth Eagles en 2015.
Pinder comenzó su carrera universitaria en los Estados Unidos en el Hutchinson Community College de la NJCAA, donde estuvo durante dos temporadas, desde 2014 a 2016. Posteriormente ingresó en la Universidad de Arizona en Tucson, Arizona, donde jugaría durante dos temporadas la NCAA con los Arizona Wildcats. En su último año universitario, durante la temporada 2017-18, promedió 2,4 puntos y 2,3 rebotes en 10,4 minutos por partido.
Tras no ser drafteado en 2018, Pinder firmó por dos temporadas con el Legia Varsovia de la PLK polaca. En la temporada 2019-20, promedió 7,1 puntos, 5,7 rebotes y 1,3 asistencias por partido.
El 17 de julio de 2020, Pinder firmó con los Adelaide 36ers de la NBL, en el que promedió 4,8 puntos y 4,3 rebotes en 35 partidos.
El 19 de julio de 2021, Pinder firmó un contrato de dos años con los Cairns Taipans de la NBL. En la temporada 2021-22, promedió 10,9 puntos y 7,6 rebotes en 28 partidos y ganó el premio al jugador más mejorado de la NBL.
En 2022 durante la pretemporada, jugó para los Northside Wizards de la NBL1 North.
En la temporada 2022-23, con los Cairns Taipans promedió 16,9 puntos y 9,3 rebotes en 19 partidos antes de que una lesión acortara su temporada. Posteriormente, fue nombrado jugador más mejorado de la NBL por segundo año consecutivo, convirtiéndose en el primer jugador en la historia de la liga en ganar el premio dos veces.
El 27 de febrero de 2023, firma por el Baloncesto Fuenlabrada de la Liga Endesa. Sin embargo el 31 de marzo se supo que Pinder se liberaría del baloncesto español para regresar a Australia, contratado por los Perth Wildcats.

## Selección nacional
Pinder representó a Australia por primera vez en el Campeonato Mundial de Baloncesto Sub-19 de 2013 en la República Checa. En 2015, Pinder jugó para la selección universitaria de Australia en los Juegos Universitarios Mundiales en Corea del Sur.
En 2022, Pinder ganó el oro con la selección absoluta en el Campeonato FIBA Asia en Indonesia.